# Ratti (unità di misura)

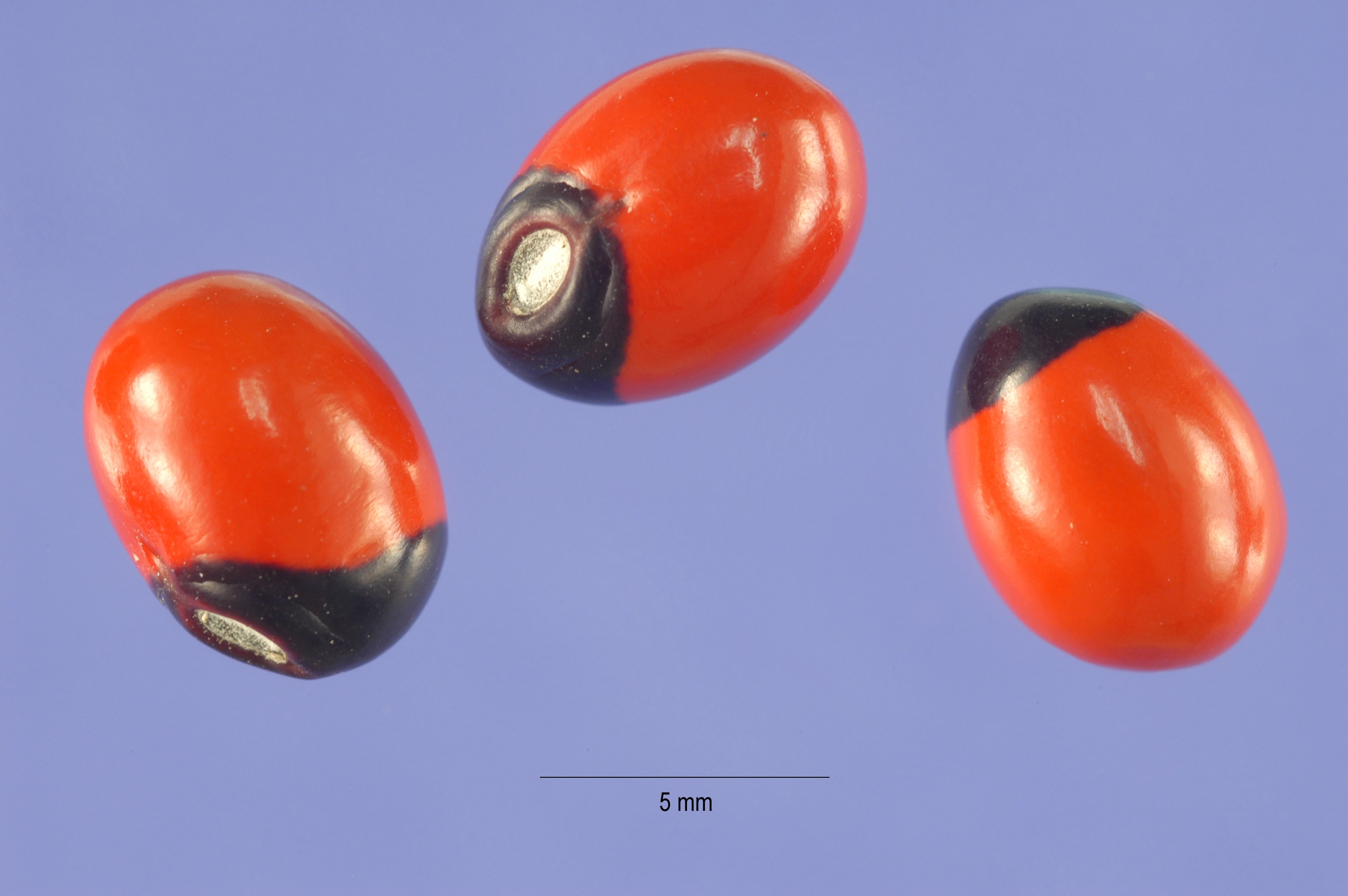
Semi di Abrus precatorius

Un ratti (Sanskrito raktika; Lingua hindi रत्ती (वज़न का माप)) era una unità tradizionale indiana di peso. Basato sul peso indicativo di un seme di ratti (Abrus precatorius), misurava approssimativamente 1,8 o 1,75 grani, prima di essere infine standardizzato a 0,1215 grammi. 
- 1 tola = 12 masha o 11,664 grammi
- 1 tank = 4 masha o 3,888 grammi
- 1 masha = 8 ratti o 0,972 grammi
- 1 Ratti (sunari) in oreficeria = 121,5 mg
- 1 Pakki Ratti (per gemme astrologiche) = 1,5 x sunari ratti = 1,5 x 121,5 mg = 182,25 mg = 0,91 carati.

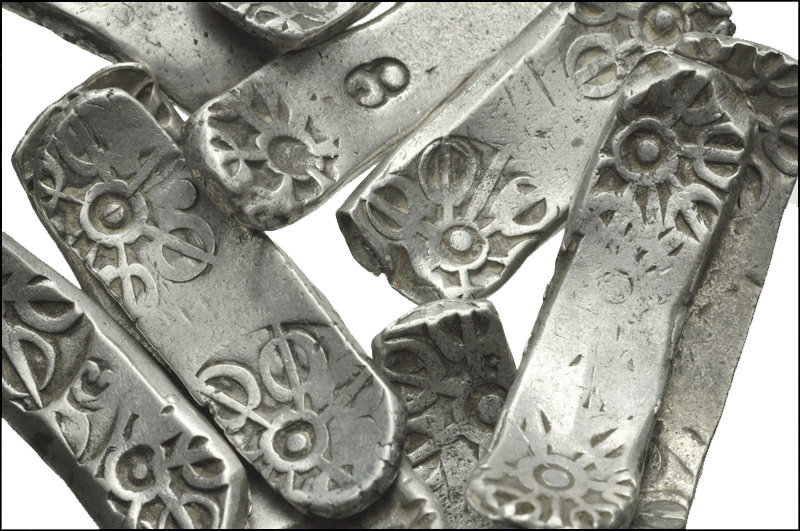
Monete d'argento risalenti al 500 - 300 a.C. provenienti dalla Gandhāra, con il peso di Satamana

Il satamana (in lingua originale: Śatamāna, che significa letteralmente "cento misure") è stato impiegato come cento ratti, ed è stato adoperato come peso di norma delle monete d'argento dell'antica India tra il 600 e il 200 a.C.. Essendo lo stesso peso dello siclo babilonese, fu coniato a Gandhara, nel subcontinente indiano nord-occidentale, per commerciare con l'Asia occidentale.